# Marek Radke
Marek Wojciech Radke (* 11. Februar 1952 in Allenstein, Ermland-Masuren) ist ein polnisch-deutscher Künstler, der sich in seinen Werken mit geometrischen Formen beschäftigt. Er lebt in Bielefeld.

## Leben
Mit  fünf Jahren zog Radke nach Danzig, wo er seine Jugend verbrachte.
Von 1972 bis 1978 studierte er Kunst und Pädagogik an der Universität Danzig und der Adam-Mickiewicz-Universität Posen. 1974 heiratete er. Von 1978 bis 1983 arbeitete er als Kunstlehrer an den Schulen.
Während des Kriegsrechts in Polen (1981–1983) schuf er eine Reihe von figurativen Bildern, die sich kritisch mit der damaligen politischen Situation befassen. Nach zwei illegalen Ausstellungen verließ er Polen im Dezember 1983. Erst wanderte er nach Finnland aus, um ein Jahr später von dort aus nach Deutschland überzusiedeln.
Die ersten sechs Jahre in Deutschland arbeitete er in einem Paderborner Stahlwerk. In dieser Zeit malte und stellte er viel aus. Seine Malerei im Exil trat in eine Phase des großen Wandels ein. Er kehrt zum Prinzip seiner früheren Arbeitsweise – der dreidimensionalen Farbkonstruktionen – zurück. Seit dieser Zeit sind seine gegenständlichen Anspielungen so vereinfacht, dass nur eine ferne Verbindung mit der ursprünglichen Gestalt bleibt. Das Gezeigte erinnert nicht an seinen Ursprung, sondern stellt ein Zeichen dar, das auf die einfachste geometrische Form reduziert wurde. Radke lässt sich von konkreten Themen inspirieren, er malt abstrakte, geometrisch konzipierte Kompositionen, die keinen Bezug zum Realen und Sichtbaren haben. Deshalb werden seine Arbeiten von manchen Kritikern dem Konstruktivismus zugeordnet mit dem Vorbehalt, dass es ein freierer und nicht so analytischer Konstruktivismus sei. Marek Radke ist ein legitimer Nachfolger, aber nicht Nachahmer, und dieser feine Unterschied spricht für die Qualität seiner Arbeiten.
Im Jahr 1991 erhielt er eine unbefristete Aufenthalts- und Arbeitserlaubnis. Von 1992 bis 1994 studierte er Grafikdesign und Computeranimation am Siemens/Nixdorf Training Center in Frankfurt am Main. 1994–2003 arbeitete er als freier Grafiker für das Hochstift Paderborn Museum in Wewelsburg.
Seit 2000 beschäftigt er sich zusätzlich zu seiner Malerei mit räumlichen Formen, Installationen, in denen Objekte ins UV-Licht (Schwarzlicht) gebracht werden[1][2]. Im Jahr 2011 wurden die ersten Raumskulpturen geschaffen.
Seit 2009 besitzt er auch die deutsche Staatsangehörigkeit.

## Auszeichnungen
- 1988: Europapreis für Malerei-Stedelijk Museum Oostende (Belgien)
- 1991: Kunstpreis Wesseling 91-Kunstverein Wesseling
- 1993: IV Triennale Polskiej Akwareli,  (II Preis), Lublin (Polen)
- 2008: The Pollock-Krasner Foundation Award[1] New York (USA)
- 2012: Paderborner Kunstpreis, Paderborn[2]

## Einzelausstellungen (Auswahl)
- 2019 The way of the life – Anna Leonowens Gallery / NSCAD University, Halifax / CA
- 2018 Gold, Silver and... – The National Museum in Szczecin – Museum of Contemporary Art / PL
- 2017 Gold, Silber und... – Kunstverein Oerlinghausen, Oerlinghausen / DE
- 2016 60plus – MICA Institute for Contemporary Art, Lansing/Michigan / USA
- 2016 ASSOZIATIONEN – Bilder, Objekte, Installation – Gesellschaft für Bildende Kunst Trier e.V. / DE
- 2015 XX – Sopocki Dom Aukcyjny, Sopot / PL
- 2014 Black – Mark Rothko Art Center Daugavpils / LV
- 2013 Czarne Światło – Contemporary Art Gallery BWA, Sandomierz / PL
- 2012 The Game – International Exhibition Sculpture and Object XVII-Instytut Polski, Bratislava / SLO
- 2011 The Art Space – Contemporary Art Gallery BWA, Jelenia Góra / PL
- 2010 tu / hier – Gdańsk City Gallery, Gdańsk / PL
- 2010 dort / tam – Kunstverein Paderborn[3]
- 2009 The Game – Galeria S, Kunstverein Siegen, Siegen / DE
- 2009 The Game – Kunstverein Frankenthal, Frankenthal / DE
- 2008 The Game – Centrum Sztuki PATIO, Łódź / P
- 2007 The Waypoint N 51°57,55’ E 008°39,57’  Oerlinghausen
- 2006 RaumBild – Galeria Kaplica – Museum für zeitgenössische Kunst Skulpturenzentrum in Polen, Orońsko
- 2006 RaumBild – K.A.S. Galerie, Budapest, Ungarn[4]
- 2006 ArtSpace – Contemporary Art Gallery BWA – Galeria Bielska, Bielsko-Biała / PL
- 2006 Baltic Gallery of Contemporary Art, „Galeria Kameralna“ Słupsk / PL
- 2005 Bilder-Objekte – Contemporary Art Gallery BWA, Olsztyn / PL
- 2003 Module – Kunstverein Oerlinghausen, Oerlinghausen / DE
- 2001 Kwadrat – Galeria 261 – Kunst Akademie , Łódź / PL
- 2001 Quadrat – Städtische Turmgalerie Walkenbrueckentor, Coesfeld / DE
- 1994 Kwadrat – Contemporary Art Gallery BWA „Stara“, Lublin / DE
- 1994 Quadrat – Kunstverein Gütersloh, Gütersloh / DE
- 1994 Quadrat – Kunstverein Schwetzingen, Schwetzingen / DE
- 1993 Kwadrat – Museum of Contemporary Art, Radom / PL
- 1993 Quadrat – Wilhelm – Morgner Haus, Soest / DE
- 1992 Obrazy – Galeria 72 – Museum of Contemporary Art, Chełm / PL
- 1991 Malarstwo – Contemporary Art Gallery BWA  Arsenal, Poznań / PL
- 1990 Bilder, Zeichnungen – Schloß Rheda-Orangerie, Rheda, DE
- 1990 Tannenberg – Zentrum für Interdisziplinaere Forschung, Bielefeld / DE
- 1990 Tannenberg – Zentrum für Interdisziplinaere Forschung, Bielefeld / DE

## Festivalbeteiligungen
- 2019 // RESPONSIVE – Internationale  Light Art Project, Halifax / CA
- 2019 SEE DJERBA – Internationale Light Art Project, Houmt Souk / Djerba / TN
- 2018 INTERFERENCE – International Light Art Project Tunis / TN
- 2017 lAbiRynT 2017 – Festival Neuer Kunst – Frankfurt am Oder / Słubice / D
- 2017 We the others – 4th biennale internationale art non Objectif : , Pont de Claix / F
- 2015 Lichtungen – International Light Art Festival, Hildesheim / DE
- 2013 lAbiRynT 2013 – Festival Neuer Kunst – Frankfurt am Oder / Słubice / DE
- 2012 lAbiRynT 2012 – Festival Neuer Kunst – Frankfurt am Oder DE / Słubice PL
- 2010 Narracje – International Ligh Art Festival , Danzig
- 2002 Kassak-International Art Festival Madi, Bratislava / SLO
- 1993 Prix Ars Electronica 94, Linz / A

## Messebeteiligungen
- 2019 Warszawskie Targi Sztuki, Warszawa / PL
- 2018 Warszawskie Targi Sztuki, Warszawa / PL
- 2017 Warszawskie Targi Sztuki, Warszawa / PL
- 2016 Warszawskie Targi Sztuki, Warszawa / PL
- 2015 Warszawskie Targi Sztuki, Warszawa / PL
- 2014 Warszawskie Targi Sztuki, Warszawa / PL
- 1992 NiCAF Yokohama 92, Kunstmesse, Yokohama / J
- 1992 Tokyo Art Expo 92, Kunstmesse, Tokyo / J
- 1992 Lineart 92, Gent / B
- 1991 Art Jonction International, Kunstmesse, Cannes / F
- 1991 Lineart 91, Kunstmesse, Gent / B
- 1990 Art Hamburg 90, Kunstmesse, Hamburg / DE
- 1990 Lineart 90, Gent / B